# Haplochromis
Haplochromis là chi lớp Cá vây tia thuộc họ Cá hoàng đế.

### Phân loài
Năm 2009, có khoảng 220 loài trong chi Haplochromis.
- Haplochromis acidens
- Haplochromis adolphifrederici (Boulenger, 1914)
- Haplochromis aelocephalus
- Haplochromis aeneocolor
- Haplochromis akika Lippitsch, 2003
- Haplochromis albertianus Regan, 1929
- Haplochromis altigenis Regan, 1922
- Haplochromis ampullarostratus Schraml, 2004
- Haplochromis angustifrons
- Haplochromis annectidens
- Haplochromis antleter Mietes & Witte, 2010[2]
- Haplochromis apogonoides Greenwood, 1967
- Haplochromis arcanus (tuyệt chủng)
- Haplochromis argenteus
- Haplochromis artaxerxes (tuyệt chủng)
- Haplochromis astatodon Regan, 1921
- Haplochromis avium Regan, 1929
- Haplochromis barbarae
- Haplochromis bareli van Oijen, 1991
- Haplochromis bartoni (tuyệt chủng)
- Haplochromis bayoni
- Haplochromis beadlei Trewavas, 1933
- Haplochromis bloyeti Boulenger, 1906
- Haplochromis boops (tuyệt chủng)
- Haplochromis brownae
- Haplochromis bullatus Trewavas, 1938
- Haplochromis bwathondii Niemantsverdriet & Witte, 2010[2]
- Haplochromis cassius (tuyệt chủng)
- Haplochromis cavifrons
- Haplochromis chilotes
- Haplochromis chlorochrous Greenwood & Gee, 1969
- Haplochromis chromogynos
- Haplochromis chrysogynaion van Oijen, 1991
- Haplochromis cinctus Greenwood & Gee, 1969
- Haplochromis cinereus (Boulenger, 1906)
- Haplochromis cnester Witte & Witte-Maas, 1981
- Haplochromis commutabilis Schraml, 2004 – Kachira Blue
- Haplochromis coprologus Niemantsverdriet & Witte, 2010[2]
- Haplochromis crassilabris Boulenger, 1906
- Haplochromis crebridens
- Haplochromis crocopeplus Greenwood & Barel, 1978
- Haplochromis cronus Greenwood, 1959
- Haplochromis cryptodon
- Haplochromis cryptogramma Greenwood & Gee, 1969
- Haplochromis cyaneus
- Haplochromis decticostoma (tuyệt chủng)
- Haplochromis degeni (tuyệt chủng ở thế giới tự nhiên)
- Haplochromis dentex (tuyệt chủng)
- Haplochromis desfontainii
- Haplochromis dichrourus Regan, 1922

- Haplochromis diplotaenia Regan & Trewavas, 1928
- Haplochromis dolichorhynchus Greenwood & Gee, 1969
- Haplochromis dolorosus Trewavas, 1933
- Haplochromis eduardianus
- Haplochromis eduardii Regan, 1921
- Haplochromis elegans
- Haplochromis empodisma Greenwood, 1960
- Haplochromis engystoma Trewavas, 1933
- Haplochromis erythrocephalus Greenwood & Gee, 1969
- Haplochromis erythromaculatus
- Haplochromis estor (tuyệt chủng)
- Haplochromis eutaenia Regan & Trewavas, 1928
- Haplochromis exspectatus Schraml, 2004
- Haplochromis fischeri Seegers, 2008
- Haplochromis flavipinnis (tuyệt chủng)
- Haplochromis flavus
- Haplochromis fuelleborni (Hilgendorf & Pappenheim, 1903) – Fuelleborn's Mouthbrooder
- Haplochromis fuscus Regan, 1925
- Haplochromis fusiformis Greenwood & Gee, 1969
- Haplochromis gigas (Seehausen & Lippitsch, 1998)
- Haplochromis gigliolii (Pfeffer, 1896)
- Haplochromis gilberti
- Haplochromis gowersii (tuyệt chủng)
- Haplochromis gracilior – Torpedostripe Haplochromis
- Haplochromis granti
- Haplochromis graueri
- Haplochromis greenwoodi (Seehausen & Bouton, 1998)
- Haplochromis guiarti
- Haplochromis harpakteridion van Oijen, 1991
- Haplochromis heusinkveldi
- Haplochromis hiatus Hoogerhoud & Witte, 1981
- Haplochromis howesi
- Haplochromis humilior (Boulenger, 1911)
- Haplochromis humilis (Steindachner, 1866)
- Haplochromis insidiae
- Haplochromis iris Hoogerhoud & Witte, 1981
- Haplochromis ishmaeli (tuyệt chủng ở thế giới tự nhiên)
- Haplochromis kamiranzovu
- Haplochromis katavi – Katavi Mouthbrooder
- Haplochromis katunzii ter Huurne & Witte, 2010[2]
- Haplochromis kujunjui van Oijen, 1991
- Haplochromis labiatus
- Haplochromis labriformis (Nichols & La Monte, 1938)
- Haplochromis lacrimosus (Boulenger, 1906)
- Haplochromis laparogramma
- Haplochromis latifasciatus
- Haplochromis limax
- Haplochromis lividus (tuyệt chủng ở thế giới tự nhiên)
- Haplochromis loati Greenwood, 1971
- Haplochromis longirostris (tuyệt chủng)
- Haplochromis luteus (Seehausen & Bouton, 1998)
- Haplochromis macconneli
- Haplochromis macrognathus (tuyệt chủng)
- Haplochromis macrops (Boulenger, 1911)
- Haplochromis macropsoides
- Haplochromis maculipinna
- Haplochromis mahagiensis David & Poll, 1937
- Haplochromis maisomei van Oijen, 1991
- Haplochromis malacophagus Poll & Damas, 1939
- Haplochromis mandibularis (tuyệt chủng)
- Haplochromis martini (tuyệt chủng)
- Haplochromis maxillaris
- Haplochromis mbipi (Lippitsch & Bouton, 1998)
- Haplochromis megalops
- Haplochromis melanopterus
- Haplochromis melanopus Regan, 1922
- Haplochromis melichrous Greenwood & Gee, 1969
- Haplochromis mentatus Regan, 1925
- Haplochromis mento
- Haplochromis michaeli
- Haplochromis microchrysomelas
- Haplochromis microdon
- Haplochromis multiocellatus (Pellegrin, 1913)
- Haplochromis murakoze Coenen, Snoeks & Thys van den Audenaerde, 1984
- Haplochromis mylergates (tuyệt chủng)
- Haplochromis mylodon
- Haplochromis nanoserranus (tuyệt chủng)
- Haplochromis nigrescens (tuyệt chủng)
- Haplochromis nigricans (Boulenger, 1906)
- Haplochromis nigripinnis
- Haplochromis nigroides
- Haplochromis niloticus Greenwood, 1960
- Haplochromis nubilus – Blue Victoria Mouthbrooder
- Haplochromis nuchisquamulatus
- Haplochromis nyanzae (tuyệt chủng)
- Haplochromis obesus (Boulenger, 1906)
- Haplochromis obliquidens
- Haplochromis obtusidens (tuyệt chủng)
- Haplochromis occultidens
- Haplochromis oligolepis Lippitsch, 2003
- Haplochromis olivaceus
- Haplochromis omnicaeruleus (Seehausen & Bouton, 1998)
- Haplochromis oregosoma
- Haplochromis orthostoma Regan, 1922
- Haplochromis pachycephalus (tuyệt chủng)
- Haplochromis pallidus (Boulenger, 1911)
- Haplochromis paludinosus
- Haplochromis pancitrinus Mietes & Witte, 2010[2]
- Haplochromis pappenheimi
- Haplochromis paradoxus (Lippitsch & Kaufman, 2003)
- Haplochromis paraguiarti (tuyệt chủng)
- Haplochromis paraplagiostoma (tuyệt chủng)
- Haplochromis paropius
- Haplochromis parorthostoma Greenwood, 1967
- Haplochromis parvidens (Boulenger, 1911)
- Haplochromis paucidens
- Haplochromis pellegrini Regan, 1922
- Haplochromis percoides (tuyệt chủng)
- Haplochromis perrieri (tuyệt chủng ở thế giới tự nhiên)
- Haplochromis petronius
- Haplochromis pharyngalis Poll & Damas, 1939
- Haplochromis pharyngomylus (tuyệt chủng)
- Haplochromis phytophagus
- Haplochromis piceatus
- Haplochromis pitmani Fowler, 1936
- Haplochromis placodus Poll & Damas, 1939
- Haplochromis plagiodon
- Haplochromis plagiostoma
- Haplochromis plutonius Greenwood & Barel, 1978
- Haplochromis prodromus Trewavas, 1935
- Haplochromis prognathus (tuyệt chủng)
- Haplochromis pseudopellegrini (tuyệt chủng)
- Haplochromis ptistes Greenwood & Barel, 1978
- Haplochromis pyrrhocephalus
- Haplochromis pyrrhopteryx van Oijen, 1991
- Haplochromis retrodens (Hilgendorf, 1888)
- Haplochromis riponianus
- Haplochromis rubescens
- Haplochromis rubripinnis (Seehausen, Lippitsch & Bouton, 1998)
- Haplochromis rudolfianus
- Haplochromis rufocaudalis (Seehausen & Bouton, 1998)
- Haplochromis rufus (Seehausen & Lippitsch, 1998)
- Haplochromis sauvagei
- Haplochromis saxicola
- Haplochromis scheffersi
- Haplochromis schubotzi
- Haplochromis schubotziellus
- Haplochromis serranus
- Haplochromis serridens Regan, 1925
- Haplochromis simotes (Boulenger, 1911)
- Haplochromis simpsoni
- Haplochromis smithii (Castelnau, 1861)
- Haplochromis snoeksi Wamuini Lunkayilakio & Vreven, 2010[3]
- Haplochromis spekii
- Haplochromis sphex ter Huurne & Witte, 2010[2]
- Haplochromis squamipinnis
- Haplochromis squamulatus Regan, 1922
- Haplochromis sulphureus Greenwood & Barel, 1978
- Haplochromis tanaos van Oijen & Witte, 1996
- Haplochromis taurinus
- Haplochromis teegelaari (tuyệt chủng)
- Haplochromis teunisrasi Witte & Witte-Maas, 1981
- Haplochromis theliodon Greenwood, 1960
- Haplochromis thereuterion van Oijen & Witte, 1996
- Haplochromis thuragnathus (tuyệt chủng)
- Haplochromis tridens Regan & Trewavas, 1928
- Haplochromis turkanae – Turkana Haplochromis
- Haplochromis tyrianthinus Greenwood & Gee, 1969
- Haplochromis ushindi van Oijen, 2004
- Haplochromis vanoijeni de Zeeuw & Witte, 2010[2]
- Haplochromis velifer
- Haplochromis venator
- Haplochromis vicarius Trewavas, 1933
- Haplochromis victoriae (Greenwood, 1956)
- Haplochromis victorianus
- Haplochromis vittatus
- Haplochromis vonlinnei van Oijen & de Zeeuw, 2008
- Haplochromis welcommei
- Haplochromis worthingtoni
- Haplochromis xanthopteryx (Seehausen & Bouton, 1998)
- Haplochromis xenognathus
- Haplochromis xenostoma (tuyệt chủng)

### Phân loài chưa mô tả
| - Haplochromis aff. bloyeti - Haplochromis sp. '75' - Haplochromis sp. 'Amboseli' - Haplochromis sp. 'backflash cryptodon' - Haplochromis sp. 'black cryptodon' - Haplochromis sp. 'Chala' - Haplochromis sp. 'dusky wine-red fin' - Haplochromis sp. 'frogmouth' - Haplochromis sp. 'Kyoga flameback' - Haplochromis sp. 'long snout' | - Haplochromis sp. 'Migori' - Haplochromis sp. 'nigrofasciatus' - Haplochromis sp. 'parvidens-like' - Haplochromis sp. 'purple head' - Haplochromis sp. 'ruby' - Haplochromis sp. 'Rusinga oral sheller' - Haplochromis sp. 'rainbow sheller' - Haplochromis sp. 'small obesoid' - "Yssichromis" sp. 'argens' |

### Các loài trước ởHaplochromis

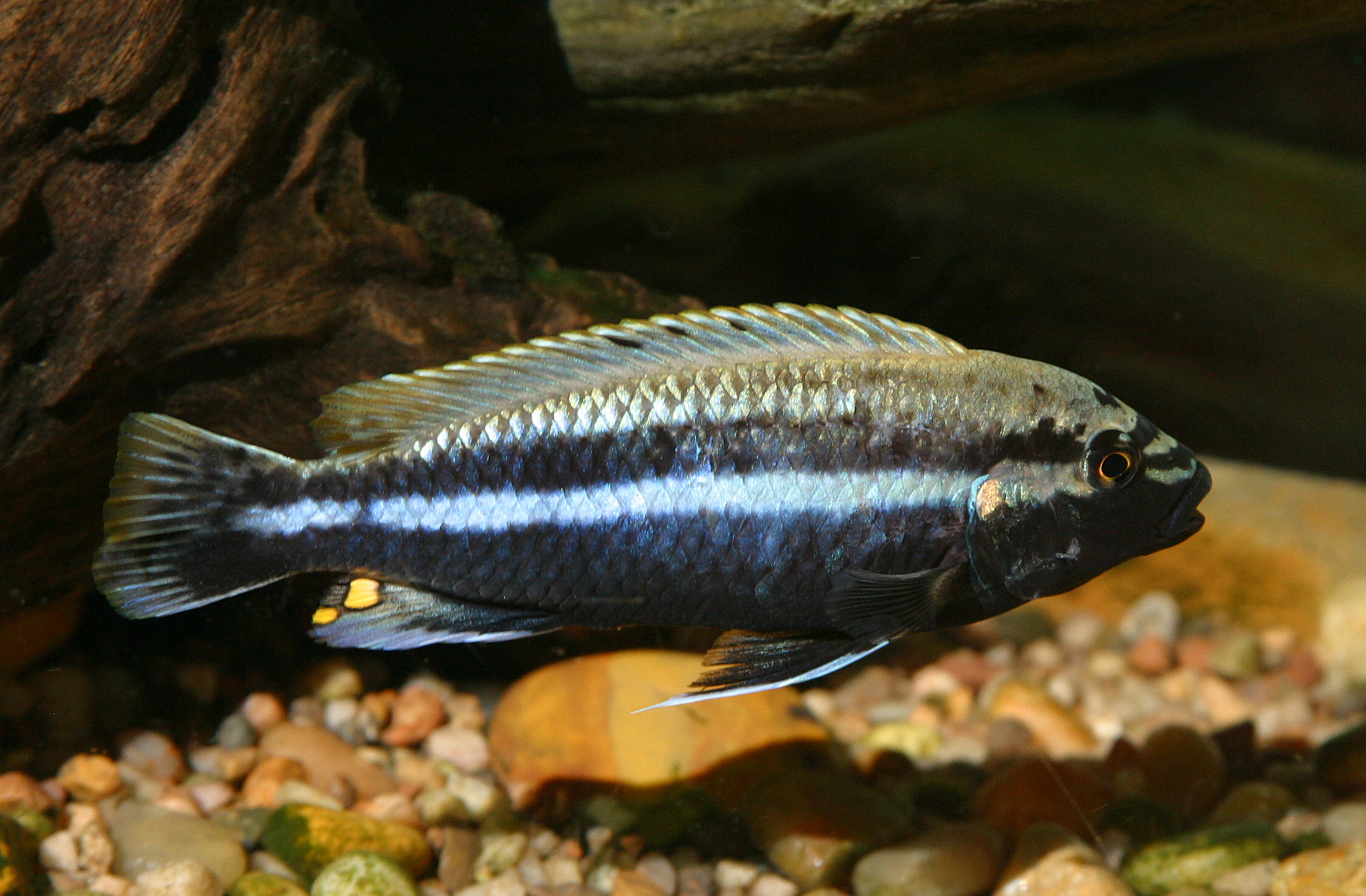
Con được Melanochromis auratus

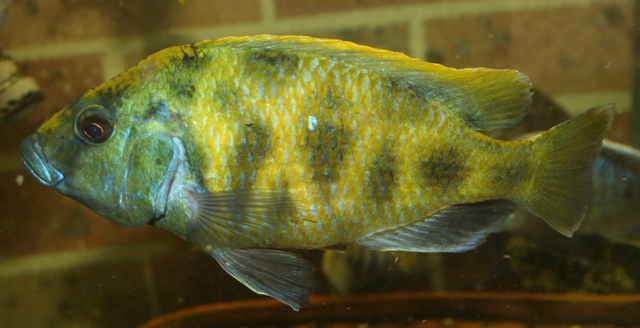
Giraffe Hap Nimbochromis venustus

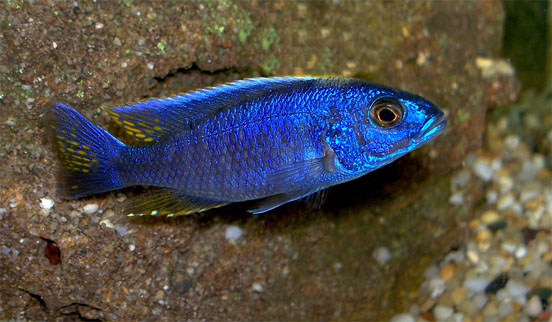
Con đực Sciaenochromis fryeri

| - Astatoreochromis (3 loài) - Astatotilapia (8 mô tả loài) - Aulonocara (22 loài) - Buccochromis (7 loài) - Caprichromis (2 loài) - Champsochromis (2 loài) - Cheilochromis (loài duy nhất) - Chetia (6 loài) - Copadichromis (25 mô tả loài) - Ctenochromis (5 còn sống và 1 mô tả loài tuyệt chủng) - Ctenopharynx (3 loài) - Cyrtocara (loài duy nhất) - Dimidiochromis (4 loài) | - Eclectochromis (2 loài) - Fossorochromis (loài duy nhất) - Hemitaeniochromis (loài duy nhất) - Lethrinops (24 loài) - Maylandia/Metriaclima (25 loài) - Mchenga (6 loài) - Melanochromis (27 loài) - Mylochromis (21 loài) - Naevochromis (loài duy nhất) - Nimbochromis (5 loài) - Nyassachromis (8 loài) - Orthochromis (14 loài) - Otopharynx (13 loài) - Pharyngochromis (2 loài) | - Placidochromis (43 loài) - Protomelas (15 loài) - Pundamilia (4 loài) - Pseudocrenilabrus (3 loài) - Sargochromis (8 loài) - Schwetzochromis (loài duy nhất) - Sciaenochromis (4 loài) - Stigmatochromis (4 loài) - Taeniochromis (loài duy nhất) - Taeniolethrinops (4 loài) - Thoracochromis (12 loài) - Tramitichromis (5 loài) - Trematocranus (3 loài) - Tyrannochromis (4 loài) |

### Tương đươngHaplochromis
| - Allochromis Greenwood, 1980 - Cleptochromis Greenwood, 1980 - Enterochromis Greenwood, 1980 - Gaurochromis Greenwood, 1980 - Harpagochromis Greenwood, 1980 - Labrochromis Regan, 1920 - Lipochromis Regan, 1920 | - Platytaeniodus Boulenger, 1906 - Prognathochromis Greenwood, 1980 - Ptyochromis Greenwood, 1980 - Psammochromis Greenwood, 1980 - Tridontochromis Greenwood, 1980 - Xystichromis Greenwood, 1980 - Yssichromis Greenwood, 1980 |